# John Goodnow
John Goodnow (Greensburg, 29 de junio de 1858 - Málaga, 7 de diciembre de 1907) fue un hombre de negocios y diplomático estadounidense que sirvió durante ocho años como cónsul general de los Estados Unidos en Shanghái.

## Primeros años
Goodnow nació el 29 de junio de 1858 en Greensburg, Indiana, hijo del teniente coronel James Goodnow de los 12.º Voluntarios de Indiana. Asistió a la Universidad de Minnesota y residió en Minneapolis hasta 1897.

## Carrera diplomática
En 1897, Goodnow fue nominado para el puesto de cónsul general de los Estados Unidos en Shanghái, China, por el presidente republicano William McKinley. Había sido presidente de la Liga Estatal Republicana. Su nominación fue rechazada por los republicanos en su estado natal. Sin embargo, el Senado aprobó la nominación.
Goodnow renunció al servicio exterior en 1905 luego de una investigación por mala conducta en el cargo. La presunta mala conducta incluía permitir la transferencia de barcos chinos a la bandera de los Estados Unidos bajo una factura de venta fraudulenta; irregularidades en las cuentas; amenaza indebida de procedimientos legales y allanamiento de morada en las instalaciones de un ciudadano estadounidense.

## Muerte
Goodnow murió de apoplejía en Málaga, España, el 7 de diciembre de 1897. Fue enterrado en el Cementerio Inglés de Málaga.